# Circuit Het Nieuwsblad féminin 2016
Pour la course masculine, voir Circuit Het Nieuwsblad 2016.
La 11e édition du Circuit Het Nieuwsblad féminin a eu lieu le 27 février 2016. La course fait partie du calendrier international féminin UCI 2016 en catégorie 1.1. C'est également la première épreuve internationale disputée en Europe pour les féminines et est considérée comme le début de la saison des classiques.
L'épreuve a été remportée par la championne du monde britannique Elizabeth Armitstead, après une échappée solitaire. Chantal Blaak remporte le sprint pour la deuxième place devant Tiffany Cromwell. Elizabeth Armitstead est la première championne du monde à remporter la Classique belge. Le Circuit Het Nieuwsblad commence et se termine à Gand et compte plusieurs ascensions dans les Ardennes flamandes sur un parcours total de 123 km.

## Présentation

### Parcours
L'arrivée et le départ sont situés à Gand sur une distance de 123 km.
Neuf monts sont au programme de cette édition, dont certains recouverts de pavés :
| Mont | Nom            | Km   | Revêtement | Longueur (m) | Pente moyenne | Pente maxi | Km de l'arrivée |
| ---- | -------------- | ---- | ---------- | ------------ | ------------- | ---------- | --------------- |
| 1    | Nokereberg     | 29,4 | asphalte   |              |               |            | 94,4            |
| 2    | Tiegemberg     | 44,5 | asphalte   | 750          | 5,6 %         |            | 79,3            |
| 3    | Kluisberg      | 54,6 | asphalte   | 1000         | 8 %           | 13 %       | 69,2            |
| 4    | Côte de Trieu  | 62,0 | asphalte   | 1000         | 8 %           | 13 %       | 61,8            |
| 5    | Paterberg      | 65,7 | pavés      | 360          | 12,9 %        | 20,3 %     | 58,1            |
| 6    | Kortekeer (nl) | 70,8 | asphalte   | 1 000        | 6,4 %         | 17 %       | 53,0            |
| 7    | Ladeuze        | 76,0 | asphalte   | 1 200        |               |            | 47,8            |
| 8    | Wolvenberg     | 79,4 | asphalte   | 645          | 7,9 %         | 17,3 %     | 44,4            |
| 9    | Molenberg      | 88,5 | pavés      | 463          | 7 %           | 14,2 %     | 35,3            |

En plus des traditionnels monts, il y a six secteurs pavés :
| Secteur | Nom                   | Km   | Longueur (m) | Km de l'arrivée |
| ------- | --------------------- | ---- | ------------ | --------------- |
| 1       | Ruitersstraat (nl)    | 79,5 | 800          | 44,3            |
| 2       | Jagerij               | 82,8 | 800          | 41,0            |
| 3       | Borstekouterstraat    | 92,1 | 300          | 31,7            |
| 4       | Paddestraat           | 93,4 | 2 300        | 30,4            |
| 5       | Lippenhovestraat (nl) | 96   | 1 300        | 27,8            |
| 6       | Lange Munte (nl)      | 103  | 2 500        | 20,8            |

### Équipes
Classé en catégorie 1.1 du Calendrier international féminin UCI, le Circuit Het Nieuwsblad féminin est par conséquent ouvert aux équipes féminines UCI, aux équipes nationales et aux équipes régionales et de clubs.
Trente-trois équipes participent à ce Circuit Het Nieuwsblad féminin - vingt-deux équipes féminines UCI, deux équipes nationales et neuf équipes régionales et de clubs :
| Équipes UCI                     | Équipes UCI | Équipes UCI |
| Nom de l'équipe                 | Pays        | Code        |
| ------------------------------- | ----------- | ----------- |
| Alé Cipollini                   | Italie      | ALE         |
| BePink                          | Italie      | BPK         |
| Bizkaia-Durango                 | Espagne     | BDP         |
| BMS BIRN                        | Danemark    | BMS         |
| Boels Dolmans                   | Pays-Bas    | DLT         |
| Canyon-SRAM Racing              | Allemagne   | LPR         |
| Cervélo Bigla                   | Allemagne   | CBT         |
| Cylance                         | États-Unis  | CPC         |
| Hitec Products                  | Norvège     | HPU         |
| Lares-Waowdeals Women           | Belgique    | LWW         |
| Lensworld-Zannata               | Belgique    | LZE         |
| Liv-Plantur                     | Pays-Bas    | TLP         |
| Lointek                         | Espagne     | LTK         |
| Lotto Soudal Ladies             | Belgique    | LBL         |
| Orica-AIS                       | Australie   | OGE         |
| Parkhotel Valkenburg            | Pays-Bas    | PHV         |
| Poitou-Charentes.Futuroscope.86 | France      | FUT         |
| Rabo Liv Women                  | Pays-Bas    | RBW         |
| Tibco-Silicon Valley Bank       | États-Unis  | TIB         |
| Topsport Vlaanderen-Etixx       | Belgique    | VLL         |
| UnitedHealthcare Women's        | États-Unis  | UHC         |
| Wiggle High5                    | Royaume-Uni | WHT         |

| Équipes nationales              | Équipes nationales | Équipes nationales |
| Nom de l'équipe                 | Pays               | Code               |
| ------------------------------- | ------------------ | ------------------ |
| Équipe nationale de Lituanie    | Lituanie           | LTU                |
| Équipe nationale du Royaume-Uni | Royaume-Uni        | GBR                |

| Équipes régionales et de clubs | Équipes régionales et de clubs | Équipes régionales et de clubs |
| Nom de l'équipe                | Pays                           | Code                           |
| ------------------------------ | ------------------------------ | ------------------------------ |
| Autoglas Wetteren              | Belgique                       | -                              |
| De Jonge Renner Oosterhout     | Pays-Bas                       | -                              |
| De Sprinters Malderen          | Belgique                       | -                              |
| Isorex Ladies                  | Belgique                       | -                              |
| Jan van Arckel                 | Pays-Bas                       | -                              |
| Jos Feron Lady Force           | Pays-Bas                       | -                              |
| Keukens Redant                 | Belgique                       | -                              |
| Maaslandster Nicheliving CCN   | Pays-Bas                       | -                              |
| WV Breda Manieu.nl             | Pays-Bas                       | -                              |

## Récit de la course
L'équipe Boels Dolmans durcit la course dans les ascensions. Ellen van Dijk attaque dans le Molemberg mais se fait reprendre dans la Paddestraat. Dix kilomètres plus tard, Lizzie Armitstead se détache du peloton grâce à une légère accélération, elle déclare après la course ne pas avoir eu l'intention d'attaquer. Elle est suivie par Gracie Elvin, qui ne coopère pas. Après un moment de surplace, la Britannique attaque de nouveau et se retrouve seule en tête. Elle conserve son avance jusqu'à la ligne. Chantal Blaak gagne le sprint du peloton devant Tiffany Cromwell et Leah Kirchmann.

## Classements

### Classement final
| Classement final | Classement final     | Classement final | Classement final    | Classement final  |
|                  | Coureur              | Pays             | Équipe              | Temps             |
| ---------------- | -------------------- | ---------------- | ------------------- | ----------------- |
| 1er              | Elizabeth Armitstead | Royaume-Uni      | Boels Dolmans       | en 3 h 23 min 5 s |
| 2e               | Chantal Blaak        | Pays-Bas         | Boels Dolmans       | + 29 s            |
| 3e               | Tiffany Cromwell     | Australie        | Canyon-SRAM Racing  | + 29 s            |
| 4e               | Leah Kirchmann       | Canada           | Liv-Plantur         | + 29 s            |
| 5e               | Shelley Olds         | États-Unis       | Cylance             | + 29 s            |
| 6e               | Lucinda Brand        | Pays-Bas         | Rabo Liv Women      | + 29 s            |
| 7e               | Chloe Hosking        | Australie        | Wiggle High5        | + 29 s            |
| 8e               | Sarah Roy            | Australie        | Orica-AIS           | + 29 s            |
| 9e               | Susanna Zorzi        | Italie           | Lotto Soudal Ladies | + 29 s            |
| 10e              | Carmen Small         | États-Unis       | Cervélo Bigla       | + 29 s            |
| modifier         |                      |                  |                     |                   |

## Liste des participants
- Liste de départ complète